# Olhos Que Amei
Olhos que Amei foi uma telenovela brasileira produzida pela extinta Rede Tupi e exibida de 17 de maio a 25 de julho de 1965 às 19h00. 
Foi escrita por Eurico Silva, com supervisão de texto de Walter George Durst, se baseando na obra original de Hilda Morales, teve direção de Wanda Cosmo.

## Sinopse
A história se passa no século XIX, em Viena, tomando como tema central o romance arrebatador entre a condessinha Sonia de Alemberg e o bravo cigano Wladimir. Ambos têm de enfrentar as diferenças de classes, as intrigas de família e um misterioso desejo de vingança.
Zoraya é a maquiavélica rainha da tribo cigana, que tece um plano de vingança contra o conde Leopoldo de Alemberg, um homem que guarda um terrível segredo do passado. Enlouquecidamente apaixonada por Wladimir, a cigana Nádia enfrenta a oposição da mãe do rapaz, a rainha Zoraya, com o mesmo destemor com que alegra as festas ciganas.
Plenamente identificada com as tradições da nobreza austríaca, a condessa Anna atua como termômetro entre o segredo de seu filho e o amor secreto da neta.

## Elenco
- Hélio Souto - Vladimir
- Annik Malvil - Condessa Sônia
- Laura Cardoso - Zoraia
- Ana Rosa - Nádia
- Lima Duarte - Conde Leopoldo
- Cacilda Lanuza - Ana
- Marcos Plonka
- Rolando Boldrin - Alexandre
- Rildo Gonçalves - Jafer
- Elias Gleiser - Nahor
- Débora Duarte
- Xisto Guzzi

## Outras versões
A novela teve um remake no ano seguinte pela TV Globo, O Rei dos Ciganos, com Carlos Alberto e Sônia Clara nos papéis principais.